# Erna cara
Erna cara är en fjärilsart som beskrevs av Embrik Strand 1915. Erna cara ingår i släktet Erna och familjen nattflyn. Inga underarter finns listade i Catalogue of Life.